# Ceratostoma fournieri
Ceratostoma fournieri is een slakkensoort uit de familie van de Muricidae. De wetenschappelijke naam van de soort is voor het eerst geldig gepubliceerd in 1861 door Crosse.